# Dmitri Kirisjenko
Dmitri Sergejevitsj Kirisjenko (Russisch: Дмитрий Сергеевич Кириченко) (Novoaleksandrovsk, 17 januari 1977) is een Russisch voormalig voetballer die speelde als aanvaller. In 2013 beëindigde Kirisjenko zijn profcarrière bij FK Mordovia Saransk.

## Clubcarrière
Kirisjenko was vooral bekend van zijn periode bij FK Rostov – met name bij het in Rostov opgegane Rostselmasj – (1998–2001) en topclub CSKA Moskou (2002–2004). Kirisjenko heeft tweemaal de Premjer-Liga gewonnen als speler van CSKA Moskou, in 2002 en 2003. In zijn eerste seizoen, 2002, was hij de gedeelde topscorer van de competitie, samen met zijn ploeggenoot Rolan Goesev. Beide spelers maakten vijftien doelpunten. Kirisjenko was een efficiënte spits die op Russische bodem 178 competitiedoelpunten heeft gescoord. Voorts speelde hij voor FK Satoern Ramenskoje Moskou en FK Moskou. Ook daar wist Kirisjenko meer dan twintig keer het doel staan. In 2011 besloot Kirisjenko om terug te keren naar Rostov, waarna hij in 2013 zijn carrière beëindigde bij FK Mordovia Saransk. Kirisjenko is achter Aleksandr Kerzjakov (141) en Oleg Veretennikov (140) met 129 doelpunten de speler met de meeste treffers in de Premjer-Liga, de hoogste Russische voetbalcompetitie.

## Interlandcarrière
Kirisjenko speelde ondanks vaak uitmuntende prestaties als aanvaller bij zijn clubs amper twaalf interlands voor het Russisch voetbalelftal. Kirisjenko heeft vier interlanddoelpunten op zijn naam, waaronder één speciale goal. In 2004 nam Kirisjenko deel aan EURO 2004 te Portugal, maar de Russen schopten het onder leiding van bondscoach Georgi Jartsev niet verder dan de groepsfase (tegen Portugal zelf, Spanje – dat ook naar huis moest – en Griekenland).
Kirisjenko maakte naam voor zichzelf op dat EK doordat hij het snelste doelpunt ooit scoorde op een EK. In de laatste groepswedstrijd tegen het Griekenland van Otto Rehhagel, dat het toernooi zou winnen, scoorde Kirisjenko al na twee minuten (67"). Rusland won met 2–1. In 2024 nam de Albanees Nedim Bajrami het record over met een doelpunt tegen Italië, na exact 22 seconden.

## Erelijst
| Premjer-Liga           | 2x | 2002, 2003 |
| Russische voetbalbeker | 1x | 2002       |